# Oriole monacal
Icterus prosthemelas
Espèce
Répartition géographique
Statut de conservation UICN

 LC  : Préoccupation mineure
L’Oriole monacal (Icterus prosthemelas) est une espèce d'oiseaux de la famille des ictéridés qu’on retrouve au Mexique et en Amérique centrale.

## Systématique
Deux sous-espèces sont reconnues :
- I. p. praecox A. R. Phillips & Dickerman, 1965 ;
- I. p. prosthemelas (Strickland, 1850).

Certaines classifications joignent l’Oriole à capuchon et l’Oriole monacal en une seule espèce.

## Distribution
L’Oriole monacal se retrouve sur la côte de la mer des Caraïbes à partir du sud du Mexique jusqu’au Panama, incluant la péninsule du Yucatán, le Belize, le Guatemala, le Honduras, le Nicaragua et le Costa Rica.

## Habitat
Il fréquente les forêts dégagées, les plantations et les palmeraies.  En milieu forestier, il est généralement associé aux cours d’eau.